# Швајцарска
Швајцарска (лат. Helvetia), званично Швајцарска Конфедерација (лат. Confoederatio Helvetica), федерална је парламентарна република у средњој и западној Европи. Чини је 26 кантона и град Берн, који је сједиште федералних власти, заузима површину од 41.285 2, континентална је држава географски подијељена између Алпа, Швајцарског платоа и Јуре. Иако Алпи заузимају већи дeо територије, отприлике 8 милиона становника Швајцарске претежно је концентрисано на платоу, где се и налазе највећи градови: међу њима су два глобална града и привредна средишта Цирих и Женева. Швајцарска се граничи са Италијом на југу, Француском на западу, Њемачком на северу и Аустријом и Лихтенштајном на истоку.
Стара швајцарска конфедерација основана је у касном средњем веку, а повод је био низ војних успеха против Аустрије и Бургундије. Независност Швајцарске од Светог римског царства формално је призната Вестфалским миром 1648. године. Земља има дугу историју војне неутралности од периода Реформације; земља се није налазила у ратном стању од 1815. и није се придружила Организацији уједињених нација све до 2002. године. Ипак, земља води активну спољну политику и често је укључена у процесе стварања мира широм света. Поред тога што је родно место Црвеног крста, Швајцарска је дом многих међународних организација, укључујући и другу највећу канцеларију ОУН. На европском нивоу, она је један од оснивача Европске асоцијације за слободну трговину, али није чланица Европске уније, Европског економског простора или Еврозоне. Међутим, учествује у Шенгенској зони и Европском јединственом тржишту кроз билатералне споразуме.
Налазећи се на раскршћу германске и романске Европе, Швајцарска обухвата четири главна језичка и културна подручја: њемачки, француски, италијански и романш. Иако већина становника говори њемачки језик, швајцарски национални идентитет вуче коријене из заједничке историјске позадине, дијелећи вриједности као што је федерализам и непосредна демократија и алпски симболизам. На кованом новцу и поштанским маркама, користи се латински назив (често скраћено као Хелветија) умјесто четири главна говорна језика.
Швајцарска је једна од најразвијенијих држава на свијету, са највишим номиналним богатством по одраслој особи и има осми највећи бруто домаћи производ на свету према Међународном монетарном фонду. Швајцарска се налази на врху или међу првих десет држава у неколико показатеља националних перформанси, укључујући транспарентност владе, грађанске слободе, квалитет живота, економску конкурентност и хумани развој. Цирих и Женева се налазе међу водећим градовима на свијету према квалитету живота.

## Етимологија
Назив Швајцарске поријекло води од кантона Швиц (њем. Schwyz), једно од три оснивачка кантона конфедерације 1291. године.
Топоним Швиц први пут је забиљежен 972. године, као старовисокоњемачка ријеч Suittes, која је можда повезана са ријечју swedan ’спалити’ (поређења ради, старонордијски svíða ’спржити, спалити’), а односи се на подручју шуме које је спаљено и очишћено ради изградње. Назив је проширен на подручје којим је управљао кантон, а накаон Швапског рата 1499. године постепено је почео да се користи за читаву Конфедерацију. Назив земље на швајцарском њемачком, Schwiiz, хомофон је са кантоном и градом, али се разликује по употреби одређеног члана (d'Schwiiz за Конфедерацију, а једноставно Schwyz за кантон и град).

## Географија
Простирући се преко сјеверних и јужних обронака Алпа у западној и средњој Европи, Швајцарска обухвата разнолике крајолике и климе на површини од 41.285 km². Број становника је око 8 милиона, са просјечном густином насељености од око 195 становника по km². Јужни дио земље који се одликује са већим планинским предјелом, далеко је мање насељен од сјевера земље. Највећи кантон Граубинден у потпуности се налази на Алпима, а густина насељености је око 27 становника по km².
Швајцарска се налази између 45° и 48° сјеверне географска ширине и 5° и 11° јужне географске дужине. Садржи три основне топографске области: Швајцарски Алпи на југу, Швајцарски плато или Средишњи плати и Јурске планине на југу. Алпе су висок планински вијенац који пролази кроз средишњи и јужни дио земље, обухватајући око 60% површине Швајцарске. Већина швајцарског становништва живи у Швајцарском платоу. Међу високим долинама Швајцарских Алпа пронађени су многи глечери, укупне површине од 1.063 km². Од њих потичу извори неколико главних ријека, као што су Рајна, Ин, Тичино и Рона, које теку у четири главна правца по цијелој Европи. Хидрографска мрежа обухвата неколико највећих слатководних површина у средњој и западној Европи, међу којима су Женевско језеро, Боденско и Мађоре језеро. Швајцарска има преко 1500 језера и садржи 6% европске сталне слатке воде. Језера и глечери покривају око 6% државне територије. Највеће језеро је Женевско, налази се на западу Швајцарске и она га дијели са Француском. Рона је најважнија притока и отока Женевског језера. Боденско језеро је друго највеће швајцарско језеро и исто као и Женевско језеро, само је успутна станица Рајне на граници са Аустријом и Њемачком. Иако се Рона улива у Средоземно море, а Рајна улива у Сјеверно море, око 1000 км једна од друге, њихови извори у Швајцарским Алпима су удаљених само 22 км један од другог.
Укупно 48 швајцарских планина налази се изнад 4.000 м надморске висине. Монте Роза је највиша планина са 4.634 м, иако је Матерхорн (4.478 м) много познатији. Обје се налазе у Пенинским Алпима у кантону Вале, на граници са Италијом. Дио Бернских Алпа изнад дубоке глацијалне долине Лаутербрунен, садржи 72 водопада, а познат је по Јонгфрау, Ејгеру и Менху, као и по много сликовитих долине у региону. На југоистоку се налази долина Енгадин, која обухвата Санкт Мориц у кантону Граубинден; највиши врх у сусједном планинским вијенцу Бернина је Пиц Бернина (4.049 м).
Насељенији сјеверни дио земље, који обухвата око 30% укупне површине земље, јесте Швајцарски плато. Подручје има веће отворене и брдовите крајолике, дјелимично шумовите, дјелимично отворене пашњаке, обично са стадима на испаши, или поља са воћем или поврћем. У овој области се налазе велика језера и највећи швајцарски градови.
У оквиру Швајцарске се налазе двије мале енклаве: Бисинген ам Хохрајн која припада Њемачкој и Кампионе д’Италија која припада Италији. Швајцарске нема ексклаве у другим земљама.

### Клима
Клима у Швајцарској је умерено-континентална, на планинама планинска, претежно алпска. У умереној зони Алпи имају климу која се одликује ниском температуром због висине (око 1º на висини од 200 m) и порастом падавина, нарочито снега. На већим висинама снег је стално присутан. Зиме на планинама су са наизменичним сунцем и снегом. На падинама се стварају микроклиматски услови, а у долинама дувају ветрови, нарочито током зиме са Алпа дува ветар звани „фен“. Клима је веома различита од места до места, од ледене на планинама до пријатне медитеранске климе на југу Швајцарске. Лето је топло и влажно са повременом кишом што је веома повољно за пашњаке и испашу стада, те је трава током целог лета зелена. Јужне долине у Валису су на таквом положају да остају суве. Граубинден такође по неки пут има суву климу и мање хладну, али са обилним снегом зими. Највлажније поднебље имају високи Алпи и Тесин (Тичино), али и доста сунчаног времена са јаким кишама с времена на време. Исток је хладнији него запад Швајцарске, али високо на планинама време је хладно у било које доба године. Падавине су потпуно умерене у току године, али има и одступања у односу на годишње доба зависно од места. Јесен је најчешће најсувље годишње доба, али време у Швајцарској је веома променљиво из године у годину, тако да је веома тешко за предвиђање.

## Историја

### Праисторија
Археолошки налази из пећине Вилдкирхли у Апенцелу наговештавају да су заједнице ловаца и скупљача плодова живеле крајем палеолита у нижим пределима северно од Алпа. У време неолита, ово подручје је било релативно густо насељено, што произилази из бројних археолошких налазишта из тог времена. Остаци сојеница су пронађени у приобалним зонама бројних језера.
У неолитској Европи, од 5. миленијума п. н. е. на Швајцарској висоравни доминирала је култура линеарне керамике (шнур керамике), а на њеним североисточним границама у 3. миленијуму п. н. е. развила се култура линеарнотракасте керамике, која је на почетку бронзаног доба еволуирала у културу пехара. Прва индо-европска насеља највероватније потичу из 2. миленијума п. н. е., као део културе поља урни из око 1300. п. н. е. Швајцарска висораван лежи на западном делу пре- или прото-келтске халштатске културе, која се развила у келтску културу Ла Тене од 5. века п. н. е. У 1. веку п. н. е. Швајцарску висораван су запосели Хелвећани на западу и Винделици на истоку, док су алпске делове источне Швајцарске запосели Речани.

### Рана историја
Тиберије и његов син Друз су 15. године п. н. е. освојили алпску регију и увели је у састав Римског царства. Подручје Швајцарске које су насељавали Хелвећани је подељено у провинције Горња Германија (западни део) и Реција (источни део). На почетку средњег века, Алемани су населили Швајцарску висораван и долину Алпа. Територија Швајцарске је постала део Франачке током 530их, а касније је, као део Светог римског царства, подељена на Алеманију и Горњу Бургундију. До 1200. године на Швајцарској висоравни налазили су се поседи породица Савоја, Захрингер, Хабзбург и Кибург. Са нестанком породице Кибург 1264, Хабзбурзи под Рудолфом I Хабзбуршким су проширили своју територију на источни део Швајцарске висоравни.

### Настанак
Швајцарска је настала после заклетве на ливади Ритли, као конфедерација три пракантона 1. августа 1291. на централном подручју данашње Швајцарске (Ури, Швиц и Унтервалден). Временом су у ту конфедерацију улазили нови кантони. Име Швајцарске потиче од кантона Швиц (Schwyz), једног од оснивача. Ови кантони су били формално и номинално део Светог римског царства још дужи временски период, али је њихова фактичка самосталност неспорна.
Уговор којим је основан овај савез-конфедерација на немачком носи име Bundesbrief, а преводи се као „Федерална повеља“, што указује на то да је карактер овог савеза већ тада био озбиљнији и трајнији. Отуда се овај савез назива и Вечитим савезом. Циљ формирања је, слично грчким конфедералним творевинама попут Ахајског савеза, био војно-одбрамбени, јер су Хабзбурзи представљали сталну претњу овим територијама.
Своју војну улогу савез је одиграо успешно јер се током 14. века ослободио како Хабзбурговаца, тако и Светог римског царства. После владавине Хабзбурга над Швајцарском, 8. новембра 1307. Швајцарска је прогласила своју независност. Од победе 1499. године над немачким царем Максимилијаном I савез је стекао потпуну самосталност, засновану на афирмисаној војној снази и принципу неутралности. Савез је стално растао тако да је почетком 16. века већ бројао 13 кантона и одређени број зависних подручја која још нису била добила статус кантона.
Унутрашње уређење Швајцарске конфедерације у овом периоду је било следеће: врховни орган је Диет, скупштина савеза, која се састајала повремено и у различитим местима. Кантони су слали различит број представника, обично са везаним мандатом, а сваки кантон је имао по један глас.
Следећи важан корак ка централизацији је био кад је Цирих преузео неформалну улогу руководећег кантона задуженог за сазивање скупштина, представљање савеза према иностранству и друга мање битна питања. Цирих је ипак остао primus inter pares, што значи да није дошло до јачања супремације федералне државе. За одлучивање се захтевала једногласност која је генерално могла да води у неефикасан рад. Иако су швајцарски кантони у начелу били сложни, ово је теоријски била велика мана са становишта федерализма. Даље, кантони су одлуке Диета спроводили сами, преко својих органа. Никаквих органа конфедерације по кантонима није било, па тиме ни некакве заједничке јурисдикције. Ово је опет водило ка томе да су чланице заправо биле суверене. Историјски гледано, систем је функционисао услед тога што су кантони спроводили само оне одлуке за које су гласали (услед једногласности). Формално гледано, није било могућности да се то принудно спроведе. На унутрашњу сувереност кантона указује и шаренило уређења у њима, као и одсуство униформности закона. Није било федералног устава са којим би кантони усаглашавали своје законодавство. Једино су одлуке Диета биле на вишем нивоу, за које су и сами кантони гласали. Пренесено гледајући, могло би се рећи и да су их сами и донели, те сувереност кантона чак и ту остаје неокрњена. Спољни послови су били практично једина ствар где је сувереност кантона била ограничена.
Након појаве протестантизма и Мартина Лутера, стање се драстично променило у Швајцарској. Реформација је тада била главна тема у неким кантонима. Реформација Цириха се под Улрихом Цвинглијем 1519. драстично проширила до Женеве. Настале су тензије међу кантонима. Године 1541. је дошло до појаве реформације у Женеви. Година 1656. и 1752, због реформације је почео грађански рат између протестаната и католика.
Швајцарска је, после више битака, 24. октобра 1648. изборила самосталност од Римско-немачког царства и изградила традицију неутралности, али и добрих плаћеника.

### Наполеоново доба
Овакав систем остао је на снази све до бурног Наполеоновог доба. Швајцарска је, иако верски подељена, избегла унутрашње сукобе у време Реформације и Тридесетогодишњег рата. Сталне одлике овог периода и даље су представљали конфедерализам (који је фактички, ако не и формално, све више ублажаван), јака самосвојност кантона и републиканско уређење.
После пада Швајцарске под Наполеонову власт 5. маја 1798. године, Швајцарска је добила свој први устав, којим је уведена Хелветска Република, која је била сателитска држава зависна од Француске. Разлог који су Французи имали за улазак у Швајцарску је била њихова намера да опљачкају државну касу, као и да имају у својим рукама све клисуре који воде према Италији. Конфедерално уређење је било укинуто и држава је постала унитарна, а кантони су постали обичне административне јединице. Овај потез је наишао на снажан унутрашњи отпор, али треба приметити да то указује на то да је Швајцарска сматрана у Европи као једна целина. Конфедерација је овде временом губила међународноправна својства, што је процес који траје готово од самог њеног оснивања.
Већ 1802. године овај устав је замењен новим који је ублажио унитарни режим. У самој Швајцарској постојали су сукоби у схватањима између унитариста и федералиста, што је Наполеон користио да донесе Посредничке акте којима је увео федерално уређење са неким конфедералним елементима и великим овлашћењима кантона. Систем није стигао да се покаже у пракси. Године 1815, после Бечког конгреса, границе Швајцарске су се прошириле ка западу. Тако су се три нова кантона (Женева, Во и Нешател) придружили Швајцарској. Осим проширења на конгресу, Швајцарској је била гарантована независност од свих великих сила. После конгреса Швајцарска је добила своју физиономију са 22 кантона и конфедерално уређење. Кантони су склопили кратки Федерални пакт од само петнаестак чланова који је вратио јако конфедерално уређење. Слаб Диет је био једини орган, а централна власт је била сасвим безначајна. Ово је био увод у даље сукобе који су окончани 1848. године доношењем федералног устава.

### Модерна конфедерација
Свађе између либерално-прогресивних и конзервативно-католичких кантона су довеле Швајцарску 1847. у Зондербундскриг (Sonderbundskrieg), савез састављен 1845. године у Швајцарској између седам католичких и протестантских кантона, у циљу да се заштите њихови интереси од централизације власти. После пораза конзервативно-католичких кантона, Швајцарска је постала модерна конфедерација и аутономија кантона је уставом 1848. смањена. Берн је постао седиште парламента. Швајцарски устав је до данас два пута верификован (1874. и 1999).
Половином 19. века Швајцарска је осетила талас индустријализације и градње железничке пруге. Интеграција католика у нову конфедерацију уследила је 1891. после избора првог католика у Савезно веће. Током Првог светског рата Швајцарска је била „изолована“ од света, пошто су све суседне земље учествовале у рату. Током рата постојале су тензије међу становништвом: док су Швајцарци који причају немачки били на страни Немачке, Швајцарци који причају француски су са друге стране били на страни Француске. По први пут је изабран један генерал за сигурност швајцарске границе. Недостајало је хране, фирме нису имали више пара и избеглице из суседних земаља су представљали проблем Швајцарске.
На иницијативу Анрија Динана године 1864. у Женеви је основан Црвени крст. У оба светска рата Црвени крст је био активан, а Швајцарска неутрална земља. Ипак, њена неутралност је била озбиљно угрожена краткотрајном Грим-Хофмановом афером из 1917. Године 1920. Швајцарска је постала члан Друштва народа, а 1963. и Савета Европе.
Током Другог светског рата, Немци су направили детаљан план инвазије на Швајцарску, али се напад никада није догодио. Швајцарска је успела да остане неутрална захваљујући економским концесијама Немачкој и срећи да су већи догађаји током рата одлагали инвазију. Покушај мале нацистичке странке у Швајцарској да изазове уједињење са Немачком је пропао. Под генералом Анријем Гизаном је извршена масовна мобилизација. Швајцарска је била важна база за шпијунажу обе зараћене стране и често је посредовала у комуникацији између Савезника и сила Осовине. Швајцарску трговину блокирали су и Савезници и силе Осовине. Економска сарадња и давање кредита Трећем рајху су варирали у зависности од извесности инвазије и могућности да се пронађе други трговински партнер. Концесије су достигле свој врхунац 1942. након што је тешко оштећена изузетно важна железничка веза у Вишијевској Француској. због чега је Швајцарска постала са свих страна окружена снагама сила Осовине. Током рата у Швајцарску је пристигло више од 300.000 избеглица, од чега су 104.000 били страни војници интернирани по ставу о правима и обавезама неутралних сила прописаних Хашким конвенцијама. Даље, 60.000 избеглица су били цивили који су избегли из Немачке због прогона од стране нациста. Међутим, строге политике о имиграцији и азилима, као и финансијске везе са нацистичком Немачком су изазвали контроверзе. Швајцарско ратно ваздухопловство се борило и против Савезника и сила Осовине, оборивши 11 авиона Луфтвафеа у мају и јуну 1940, а после и савезничке авионе, након промене политике због претњи из Немачке. Преко 100 савезничких бомбардера и њихове посаде су били интернирани током Другог светског рата. Савезнички авиони су током 1944. и 1945. грешком бомбардовали швајцарске градове Шафхаузен, Штајн на Рајни, Валц, Рафз, Базел и Цирих.
Швајцарци су 1971. године одобрили женама право гласа, а 1. јануара 1979, кантон Јура је добио, после више демонстрација свог становништва, своју независност од кантона Берн. Тако је кантон Јура постао најмлађи кантон Швајцарске.
Чланство у Европском економском простору којем је Швајцарска влада тежила, пропало је 1992. године да би 10. септембра 2002. године, после референдума, постала чланица Уједињених нација.

## Туризам
Туризам Швајцарске је значајна привредна грана у земљи, а одликују га градови, градски и културно-историјски туризам, као и Алпи, планински и зимски туризам.
Веома посјећени и туристички значајни градови са старим градским језгром у Швајцарској су: главни град Берн (кантон Берн), Шафхаузен (кантон Шафхаузен), Штајн ам Рајн (Шафхаузен), Раперсвил (Санкт Гален), Буле (Фрибур), Белинцона (Тичино) и Нион (Во) и други.
Швајцарска је свјетски позната по Алпима и зимском туризму. Најзначајнији скијашки центри у Швајцарској су: Санкт Мориц и Давос (кантон Граубинден), Венген и Аделбоден (кантон Берн), Вербиер и Цермат (Валис), Енгелберг (Обвалден) и други.

## Политика

### Политички систем
Политика Швајцарске се одвија у оквиру федералне парламентарне демократске републике, по чему је Швајцарско савезно веће на челу владе и вишепартијског система. Извршну власт спроводи влада. Федералну правосудну моћ има и влада и два дома Бундесхауса. Судство је независно од извршне власти и законодавства. Швајцарска је од свих држава на свету најближа директној демократији. За било коју промену у уставу референдум је обавезан; за било коју промену у закону, може се тражити референдум. Кроз референдуме, грађани могу да мењају било који закон који је изгласао Бундесхаус и кроз иницијативе могу да уводе амандмане у федерални устав, што Швајцарску чини државом директне демократије.
Парламент (Бундесхаус) се састоји од два дома: Савета кантона Швајцарске, који има 46 представника (два из сваког кантона и по један из сваког полу-кантона) који се бирају по систему који одређује сваки кантон, и Државног савета, који се састоји од 200 чланова који се бирају по систему сразмерних представника. Чланови оба дома служе четири године. Када оба дома заседају заједно, познати су као Савезни скуп (Bundesversammlung). Они су законодавна власт Швајцарске и заједно бирају, у случају рата, генерала војске или бирају сваке четврте године нове чланове Савезног већа, који Швајцарску представљају у иностранству. Такође они разматрају молбе за помиловање, које му могу предати осуђеници које је осудио врховни суд. Швајцарска има вишепартијски систем, са бројним политичким странкама од којих ниједна нема често прилику да самостално стекне власт, и политичке странке морају међусобно сарађивати да створе коалиционе владе
Главно извршно тело и шефа државе чини Швајцарско савезно веће, које се састоји од седам чланова (извршна власт). Иако устав захтева да парламент бира и надгледа чланове већа током четворогодишњег мандата, шеф државе и његова администрација су постепено преузели улогу у одређивању законодавног процеса као и у извршавању федералних закона. Председник Конфедерације се бира међу њих седморо да би преузео посебне представничке функције на једну годину, али такође задржава своју улогу у кабинету.
Судска власт обухвата Савезни врховни суд (са седиштем у Лозани), Савезни кривични суд (са седиштем у Белинцони), Савезни административни суд (са седиштем у Берну) и неколико других савезних судова, одговорних за контролисање нижих судова. Сви нижи судови припадају кантонима. Сваки кантон има своју судску власт и свој устав.

## Административна подела
Швајцарска је подељена на 26 кантона, с тим што су три кантона подељена на полукантоне, и тако је релевантан број за избор у Веће кантона 23. Сваки кантон има свој главни град. Они су конституенти, федералне јединице, Швајцарске федерације. Сваки кантон је једнак и има свој устав, законодавну, судску и извршну власт. Влада сваког кантона се састоји од пет до седам чланова (зависно од кантона).
Све надлежности која према уставу не припадају влади, или нису законом додељена федералном нивоу, су у надлежности кантона (организација кантона, школски систем, понекад здравство, понекад планирање и градња, полиција, судство). У неким подручјима влада има велике надлежности, тако да то понекад изазива тензије између кантона и владе.
Највећи кантон по површини је Граубинден који покрива 17,2% површине Швајцарске, а кантон са највише становника је Цирих.
|    | Кантони                | Главни град            | На немачком            | На немачком  |
| -- | ---------------------- | ---------------------- | ---------------------- | ------------ |
| AR | Апенцел Аусероден      | Херисау                | Appenzell Ausserrhoden | Herisau      |
| AI | Апенцел Инероден       | Апенцел                | Appenzell Innerrhoden  | Appenzell    |
| AG | Аргау                  | Арау                   | Aargau                 | Aarau        |
| BS | Базел-град             | Базел                  | Basel-Stadt            | Basel        |
| BL | Базел-провинција       | Лизтал                 | Basel-Landschaft       | Liestal      |
| BE | Берн (фр. )            | Берн (фр. )            | Bern                   | Bern         |
| VS | Вале (фр. )            | Сион (фр. Sion)            | Waalis                 | Sitten       |
| VD | Во (фр. )              | Лозана (фр. Lausanne)          | Waadt                  | Lausanne     |
| GL | Гларус                 | Гларус                 | Glarus                 | Glarus       |
| GR | Граубинден             | Хур                    | Graubünden             | Chur         |
| GE | Женева (фр. )          | Женева (фр. )          | Genf                   | Genf         |
| SO | Золотурн               | Золотурн               | Solothurn              | Solothurn    |
| JU | Јура (фр. )            | Делемон (фр. Delémont)         | Jura                   | Delsberg     |
| LU | Луцерн                 | Луцерн                 | Luzern                 | Luzern       |
| NE | Нешател (фр. )         | Нешател (фр. )         | Neuenburg              | Neuenburg    |
| NW | Нидвалден              | Штанс                  | Nidwalden              | Stans        |
| OW | Обвалден               | Сарнен                 | Obwalden               | Sarnen       |
| SG | Санкт Гален            | Санкт Гален            | St. Gallen             | St. Gallen   |
| TI | Тичино (итал. Ticino)        | Белинцона (итал. Bellinzona)     | Tessin                 | Bellinzona   |
| TG | Тургау                 | Фрауенфелд             | Thurgau                | Frauenfeld   |
| UR | Ури                    | Алтдорф                | Uri                    | Altdorf      |
| FR | Фрибур/Фрајбург (фр. ) | Фрибур/Фрајбург (фр. ) | Freiburg               | Freiburg     |
| ZH | Цирих                  | Цирих                  | Zürich                 | Zürich       |
| ZG | Цуг                    | Цуг                    | Zug                    | Zug          |
| SH | Шафхаузен              | Шафхаузен              | Schaffhausen           | Schaffhausen |
| SZ | Швиц                   | Швиц                   | Schwyz                 | Schwyz       |

### Градови и општине
Најважнији градови Швајцарске су Берн, Цирих, Базел, Луцерн, Женева и други. Економско и саобраћајно средиште Швајцарске је Цирих, док је Берн административно средиште. Значајне улоге имају и Базел и Женева. Базел је седиште многих биотехнолошких и хемијских институција, док се у Женеви налази седиште Уједињених нација за Европу. Сваки град и свака општина има свог градоначелника (општине већином једног представника из Парламента кантона), градске институције и локалну полицију.
Швајцарска данас броји 3032 општине и свака од њих има своје општинско или градско веће, (понекад уместо већа, народ се окупља на пленарној скупштини) и своју извршну власт са градском владом и градоначелником на челу (у појединим кантонима председником општине).
Контрола кантона над општинама и градовима ограничена је на надгледање да ли су општинске одлуке у складу са важећим прописима и, са друге стране, на одобравање предрачуна (понекад буџета) градских влада.
У надлежности општине је убирање пореза, управљање јавним комуналним предузећима, основно образовање, управљање добрима грађана, локална полиција, као и помоћ сиромашнима и болеснима.
У Швајцарској су права општине ограничена само законом. Општина је та која прва одлучује (нпр. у судском поступку она је првостепени орган), а кантон интервенише тек у случају жалбе.

### Спољна политика
Швајцарска се сматра спољнополитички неутралном, тј. практикује политику немешања у сукобе између држава, и не меша се у унутрашње ствари других земаља. Неутралност Швајцарске је била призната на Бечком конгресу 1815. године. Ова неутралност је и данас међународно призната.
Швајцарска је чланица у многим међународним организацијама. Као једна од последњих држава, Швајцарска је постала 2002. чланица УН, али је истовремено и једина држава у којој се народ изјашњавао за приступ УН. Осим тога, Швајцарска је активна у Организацији за европску безбедност и сарадњу, Савети Европе и ЕФТИ. Швајцарска учествује у програму НАТО Партнерства за мир и потписала је Протокол из Кјота.
У испитивању Швајцарска сарађује са неким европским организацијама. Оснивач је ЦЕРН-а, који има своје седиште у Женеви.
Швајцарска није чланица Европске уније, нити је чланица Европског економског простора, али има важне билатералне споразуме са Европском унијом. Приступање Швајцарске у НАТО био би прекид неутралности Швајцарске.
Види још: Министарство иностраних послова Швајцарске

## Саобраћај
Швајцарска је веома важна транзитна држава за људе и робу који путују ка унутрашњости Европске уније. Због свог географског положаја, Швајцарска има велики значај у међународном саобраћају са посебно добро развијеном саобраћајном инфраструктуром.
Укупна дужина железничке мреже у Швајцарској је више од 5.000 km, што је једна од најгушћих железничких мрежа на свету, а укупна дужина путева је већа од 70.000 km од чега је око 1.600 km ауто-путева. Већ данас, мрежа ауто-путева Швајцарске је једна од најразвијенијих на свету. Већина становника живи мање од 10 km од најближег излаза на ауто-пут. Швајцарска има добро развијен саобраћај.
Најзначајнија саобраћајница Швајцарске је друмско-железнички пут који спаја северну Швајцарску са Италијом (Ауто-пут А2, Базел — Луцерн — Белинцона — Лугано — Италија; као и Ауто-пут А1, Женева — Лозана — Берн — Цирих — Санкт Гален — Аустрија), који спаја западну Швајцарску и Француску, са истоком Европе (Аустрија).
Швајцарску одликује велики број планинских превоја, који су током историје били главне саобраћајне тачке између дијелова јужне Европе и предјела сјеверно од Алпа. Најзначајнији је превој Готард, испод којег је 1882. године изграђен жељезнички тунел, Готардски тунел (Gotthardtunnel), дуг 15.003 метра, а 2016. године је отворен нови, Готардски базни тунел (Gotthard-Basistunnel), досада најдужи тунел на свијету, са дужином од 57,1 километара, кроз Урнске Алпе.
Кроз Швајцарску тече река Рајна, важан водени пут који повезује Швајцарску са Атлантским океаном. Једина међународна лука Швајцарске се налази у Базелу на Рајни.
Аеродроми за међународни путнички саобраћај у Швајцарској су у Цириху, Базелу и Женеви. Са више од 20 милиона путника годишње, Аеродром Цирих је постао главна саобраћајна капија Швајцарске. Многе авионске компаније лете за Цирих, као нпр. Американ ерлајнс, Луфтханза или Иберија. Остали међународни аеродроми Швајцарске су Аеродром Базел и Аеродром Женева.

## Привреда
Швајцарска је стабилна, развијена, модерна тржишна земља, са ниском стопом незапослености (Ø: 2,5%.), високо обученом радном снагом и са бруто домаћим производом по глави становника већим од најразвијенијих европских земаља. Швајцарска је последњих година своју економску праксу прилагодила оној у ЕУ како би увећала своју конкурентност. Иако Швајцарци не теже ка чланству у ЕУ у блиској будућности, Берн и Брисел су 1999. потписали споразум о даљој либерализацији трговинских веза. Швајцарска је остала рај за инвеститоре, јер је задржала могућност банкарске дискреције и дугорочну екстерну вредност франка. Најважнија привредна грана Швајцарске су услуге. У терцијарном сектору ради највећи број запослених (73%). Главни сектори су трговина, здравство и образовање, као и банкарски и сектор осигурања. Такође је заступљена индустрија челика, метала, алуминијума, машинска индустрија, индустрија прецизних инструмената (нпр. часовника), електротехника, хемијска, фармацеутска и текстилна индустрија, индустрија коже, прехрамбена, керамичка, индустрија грађевинског материјала, банкарство (због неутралности у ратовима).
Земљиште није нарочито погодно за развитак пољопривреде, мада остаје важан фактор у Швајцарској. Развијено је сточарство, а нарочито се узгајају краве за мужу, док ова грана привреде и даље у великој мери одолева модернизацији и задржава традиционалне елементе. Такође је развијен и зимски туризам, са неким од најпознатијих скијашких центара лоцираним у швајцарским Алпима.
Бруто национални доходак Швајцарске је 2006. године износио је око 486,2 милијарде франака, што је око 64.500 франака, односно 53.000 америчких долара по глави становника., чиме се она убраја у најбогатије земље света Инфлација је према изворима из 2007. године износила 0,4%.

### Економски подаци
Главни економски подаци бруто домаћег производа, инфлације, броја незапослености и спољнотрговинског развоја задњих година:
| Промена бруто домаћег производа (БДП), реално | Промена бруто домаћег производа (БДП), реално | Промена бруто домаћег производа (БДП), реално | Промена бруто домаћег производа (БДП), реално | Промена бруто домаћег производа (БДП), реално | Промена бруто домаћег производа (БДП), реално | Промена бруто домаћег производа (БДП), реално | Промена бруто домаћег производа (БДП), реално | Промена бруто домаћег производа (БДП), реално | Промена бруто домаћег производа (БДП), реално | Промена бруто домаћег производа (БДП), реално |
| у % у односу на претходну годину              | у % у односу на претходну годину              | у % у односу на претходну годину              | у % у односу на претходну годину              | у % у односу на претходну годину              | у % у односу на претходну годину              | у % у односу на претходну годину              | у % у односу на претходну годину              | у % у односу на претходну годину              | у % у односу на претходну годину              | у % у односу на претходну годину              |
| --------------------------------------------- | --------------------------------------------- | --------------------------------------------- | --------------------------------------------- | --------------------------------------------- | --------------------------------------------- | --------------------------------------------- | --------------------------------------------- | --------------------------------------------- | --------------------------------------------- | --------------------------------------------- |
| Година                                        | 1998                                          | 1999                                          | 2000                                          | 2001                                          | 2002                                          | 2003                                          | 2004                                          | 2005                                          | 2006                                          | 2007                                          |
| Промена у % о. п. године                      | 2,8                                           | 1,3                                           | 3,6                                           | 1,0                                           | 0,3                                           | − 0,2                                         | 2,3                                           | 1,9                                           | 2,7                                           | ≈ 1,7                                         |
| Извор: bfai                                   | Извор: bfai                                   | Извор: bfai                                   | Извор: bfai                                   | Извор: bfai                                   | Извор: bfai                                   | Извор: bfai                                   | Извор: bfai                                   | Извор: bfai                                   | ≈ = процена                                   | ≈ = процена                                   |

| Година              | 2003 | 2004 | 2005 | Година                                    | 2003 | 2004 | 2005 |
| БДП у милијарди US$ | 323  | 359  | 367  | БДП по глави становника. (у хиљадима US$) | 44,0 | 48,5 | 49,5 |
| Извор: bfai         |      |      |      |                                           |      |      |      |

| Развој инфлације                 | Развој инфлације                 | Развој инфлације                 | Развој инфлације                 | Развој инфлације                 | Развој незапослености            | Развој незапослености            | Развој незапослености            | Развој незапослености            | Развој незапослености            |
| у % у односу на претходну годину | у % у односу на претходну годину | у % у односу на претходну годину | у % у односу на претходну годину | у % у односу на претходну годину | у % у односу на претходну годину | у % у односу на претходну годину | у % у односу на претходну годину | у % у односу на претходну годину | у % у односу на претходну годину |
| -------------------------------- | -------------------------------- | -------------------------------- | -------------------------------- | -------------------------------- | -------------------------------- | -------------------------------- | -------------------------------- | -------------------------------- | -------------------------------- |
| Година                           | 2004                             | 2005                             | 2006                             | 2007                             | Година                           | 2005                             | 2006                             | 2007                             | 2008                             |
| Инфлација                        | 0,8                              | 1,2                              | 1,1                              | ≈ 0,4                            | Незапосленост                    | 3,7                              | 3,3                              | 2,8                              | ≈ 2,5                            |
| Извор: bfai                      | Извор: bfai                      | Извор: bfai                      | Извор: bfai                      | Извор: bfai                      | Извор: bfai                      | Извор: bfai                      | Извор: bfai                      | ≈ = процена                      | ≈ = процена                      |

| Главни партнери (2005)           | Главни партнери (2005) | Главни партнери (2005)           | Главни партнери (2005) |
| у извозу (у %)                   | у извозу (у %)         | у увозу (у %)                    | у увозу (у %)          |
| -------------------------------- | ---------------------- | -------------------------------- | ---------------------- |
| Немачка                          | 19,5                   | Немачка                          | 31,6                   |
| САД                              | 10,7                   | Италија                          | 10,5                   |
| Италија                          | 9,1                    | Француска                        | 10,0                   |
| Француска                        | 8,7                    | САД                              | 5,3                    |
| Уједињено Краљевство             | 5,4                    | Холандија                        | 4,8                    |
| Јапан                            | 3,6                    | Аустрија                         | 4,6                    |
| друге земље                      | 43,0                   | друге земље                      | 33,2                   |
| све земље Европске уније заједно | 61,8                   | све земље Европске уније заједно | 80,4                   |
| Извор: bfai                      |                        |                                  |                        |

### Инфраструктура и заштита животне околине
Швајцарска добија електричну енергију углавном из хидроелектрана (53%) и нуклеарних електрана (42%), док се остатак добија из конвенционалних извора енергије, што за резултат даје мало загађивање атмосфере угљен-диоксидим.
Дана 18. маја 2003. одбијене су две иницијативе против нуклеарних електрана: Мораторијум плус, чији је циљ била забрана изградње нових нуклеарних електрана (41,6% за и 58,4% против), и Електрична енергија без нуклеарки (33,7% за и 66,3% против). Претходни десетогодишњи мораторијум на изградњу нових нуклеарних електрана је био резултат грађанске иницијативе изгласане 1990. са 54,5% за и 45,5% против. Планира се нова нуклеарна електрана у кантону Берн. Швајцарски савезни биро за енергију у оквиру Савезног министарства за природу, саобраћај, енергију и комуникације.
Швајцарска приватно-јавна путна мрежа се финансира из путарина и пореза на возила. Швајцарски систем ауто-путева захтева куповину вињета које коштају 40 швајцарских франака за једну календарску годину да би се користили ауто-путеви, што важи и за путничка и теретна возила. Швајцарска мрежа ауто-путева је 2000. године била дугачка 1,638 km и узимајући обзир површину Швајцарске од 41,290 km², је такође једна од најгушћих путних мрежа на свету. Аеродром Цирих је највећи швајцарски међународни терминал, који је 2007. услужио 20,7 милиона путника. Други највећи аеродром је аеродром Женева са 10,8 милиона путника, а трећи аеродром Базел-Милуз-Фрајбург са 4,3 милиона путника. Ова ова аеродрома Швајцарска дели са Француском.
Швајцарска је изузетно активна у погледу прописа о рециклажи и одлагању ђубрета, и једна од водећих држава у свету са око 66% до 96% различитих материјала који су рециклирани.

## Становништво
Према подацима из августа 2008. године, Швајцарска има 7.610.248 становника, од чега 21,3% чине странци
Кантон са највећим бројем становника је кантон Цирих са 1.300.545 становника (2007).
У Швајцарској живи (према подацима Савезне службе за статистику Швајцарске за август 2008) 1.618.847 страних држављана, или 21,3% становништва Швајцарске, у које спадају избеглице, гастарбајтери и њихове породице. Са простора Србије живи према подацима 2008. године 186.000 грађана, 270.000 из Италије, 192.000 из Португалије, 224.000 из Немачке и око 79.000 из Турске. Остали по бројности значајни инострани држављани су Албанци, Бошњаци, Французи, Хрвати и Шпанци.
У Тичину живи италијанска мањина, а у другим кантонима живе држављани преко 150 различитих држава. Све више странаца долазе да живи у Швајцарској. Док је 2005. 1.655.300 странаца живело у Швајцарској, године 2006. било их је 1.656.721.
Све више странаца који живе у Швајцарској желе да буду власници и швајцарских пасоша. Док је у 2004. години 35.700 странаца добило швајцарски пасош, године 2005. тај број је износио 38.400. Један од критеријума за добијање швајцарског пасоша је да особа легално живи више од 12 година у Швајцарској. Особа мора такође добро говорити један од службених језика Швајцарске
С приходима од 38.000 евра по глави становника, Швајцарска је друштво више класе. Широкогруд систем социјалног осигурања омогућава добро развијено здравство, надокнаде за незапосленост и остале социјалне предности.

### Језик
У члану 4 устава Швајцарске од 1999. стоји: „Службени језици Швајцарске су немачки, француски, италијански и реторомански“. У члану 701 пише такође: „Службени језици Швајцарске Конфедерације су немачки, француски и италијански. У комуникацији са људима ретороманског порекла, романш је такође службени језик Швајцарске Конфедерације“. Устав Швајцарске не потврђује места у којем се говори овим језицима. У члану 702 пише да је надлежност кантона да сами изаберу своје службене језике, али морају да поштују језичке мањине и историјски састав те регије. Странци немају право да сарађују са владом кантона или општине на неком језику који није потврђен у уставу (нпр. српски, шпански). Укупно 62,8% популације Швајцарске говори немачким језиком. Следе француски са 22,9%, италијански (8,2%) и романш (0,5%), који се највише говори у кантону Граубиндену.
Према подацима из 2016, око 5% становништва код куће прича енглески, 3,8% португалски, 3% албански, 2,6% шпански, док 2,5% причају српски и хрватски. Око 64% популације прича више од једног језика на дневној бази.

### Религије
Католицизам је био главна религија у Швајцарској до 17. века, кад је реформација драстично променила стање. Улрих Цвингли је имао велику улогу у реформацији у Швајцарској. Он је био бивши реформатор Цириха. Од реформације Цириха и Женеве, у Швајцарској постоји протестантска црква, која постоји и дан данас.
Становништво кантона Цириха, Берна, Базела, Шафхаузена, Женеве, Воа и Апенцел Аусеродена је почетком 19. века било практично протестантско, док су становници кантона Фрибурга, Вале, Јуре, Солотурна, Луцерна, Оба и Нидвалдена, Урија, Швица, Цуга, Апенцела, Инеродена и Тичина били католици. Вероисповесно измешани били су кантони Гларус, Аргау, Санкт Гален и Граубинден. Подела вероисповести је била резултат употребе принципа територије при одабиру вероисповести после рата између католика и протестаната у 16. веку.
Швајцарска нема званичну државну религију, иако већина кантона (осим Женева и Нешатела) признају званичне религије, у свим случајевима или Католичку цркву или Швајцарску реформисану цркву. Ове цркве, а у неким кантонима и заједнице Старокатоличке цркве и Јевреја се финансирају званичним опорезивањем својих верника. Швајцарски Устав јамчи слободу вероисповести тако да се нико не сме дискриминисати на верској основи.
Хришћанство је доминантна религија у Швајцарској, а 41,8% популације је католичке вероисповести, а 35,3% становништва припада разним протестантским црквама. Имиграција је донела ислам (4,3%, углавном Албанци са Косова и Метохије) и православље (1,8%) као значајне мањинске религије. Анкета Еуробарометра из 2005. је показала да су 48% становника верници, 39% становништва је показало веровање у неку „духовну или животну силу“, 9% су били атеисти, а 4% агностици.

### Највећи градови
| Највећи градови у Швајцарској Извор: Попис становништва 2020. | Највећи градови у Швајцарској Извор: Попис становништва 2020. | Највећи градови у Швајцарској Извор: Попис становништва 2020. | Највећи градови у Швајцарској Извор: Попис становништва 2020. | Највећи градови у Швајцарској Извор: Попис становништва 2020. | Највећи градови у Швајцарској Извор: Попис становништва 2020. | Највећи градови у Швајцарској Извор: Попис становништва 2020. | Највећи градови у Швајцарској Извор: Попис становништва 2020. | Највећи градови у Швајцарској Извор: Попис становништва 2020. | Највећи градови у Швајцарској Извор: Попис становништва 2020. |
|                                                               | №                                                             | Град                                                          | Кантон                                                        | Популација                                                    | №                                                             | Град                                                          | Кантон                                                        | Популација                                                    |                                                               |
| ------------------------------------------------------------- | ------------------------------------------------------------- | ------------------------------------------------------------- | ------------------------------------------------------------- | ------------------------------------------------------------- | ------------------------------------------------------------- | ------------------------------------------------------------- | ------------------------------------------------------------- | ------------------------------------------------------------- | ------------------------------------------------------------- |
| Цирих Женева                                                  | 1.                                                            | Цирих                                                         | Цирих                                                         | 421.878                                                       | 11.                                                           | Тун                                                           | Берн                                                          | 43.476                                                        | Базел Лозана                                                  |
| Цирих Женева                                                  | 2.                                                            | Женева                                                        | Женева                                                        | 203.856                                                       | 12.                                                           | Белинцона                                                     | Тичино                                                        | 43.360                                                        | Базел Лозана                                                  |
| Цирих Женева                                                  | 3.                                                            | Базел                                                         | Базел-град                                                    | 178.120                                                       | 13.                                                           | Кениц                                                         | Берн                                                          | 42.388                                                        | Базел Лозана                                                  |
| Цирих Женева                                                  | 4.                                                            | Лозана                                                        | Во                                                            | 140.202                                                       | 14.                                                           | Шо де Фон                                                     | Нешател                                                       | 36.915                                                        | Базел Лозана                                                  |
| Цирих Женева                                                  | 5.                                                            | Берн                                                          | Берн                                                          | 134.794                                                       | 15.                                                           | Фрибур                                                        | Фрибур                                                        | 38.039                                                        | Базел Лозана                                                  |
| Цирих Женева                                                  | 6.                                                            | Винтертур                                                     | Цирих                                                         | 114.220                                                       | 16.                                                           | Шафхаузен                                                     | Шафхаузен                                                     | 36.952                                                        | Базел Лозана                                                  |
| Цирих Женева                                                  | 7.                                                            | Луцерн                                                        | Луцерн                                                        | 82.620                                                        | 17.                                                           | Верније                                                       | Женева                                                        | 34.898                                                        | Базел Лозана                                                  |
| Цирих Женева                                                  | 8.                                                            | Санкт Гален                                                   | Санкт Гален                                                   | 76.213                                                        | 18.                                                           | Хур                                                           | Граубинден                                                    | 36.336                                                        | Базел Лозана                                                  |
| Цирих Женева                                                  | 9.                                                            | Лугано                                                        | Тичино                                                        | 62.315                                                        | 19.                                                           | Сион                                                          | Вале                                                          | 34.978                                                        | Базел Лозана                                                  |
| Цирих Женева                                                  | 10.                                                           | Бил/Бјен                                                      | Берн                                                          | 55.206                                                        | 20.                                                           | Устер                                                         | Цирих                                                         | 35.337                                                        | Базел Лозана                                                  |

## Култура
Култура Швајцарске је била под утицајем својих суседних држава, али током година се створила самостална култура, уз неке регионалне разлике. Посебно француско говорно подручје (Романдија) има тенденцију да се оријентише ка француској култури и да највише буде проевропско. Генерално, Швајцарци су познати по својој дугој традицији хуманитаризма у Швајцарској. Швајцарска је родно место Црвеног крста и седиште Веће Уједињених нација за људска права. Део Швајцарске у ком се говори немачки језик има јаку тенденцију према немачкој култури, иако се Швајцарци не идентификују строго као Немци, због разлика између дијалеката немачког који се говори у Швајцарској и Немачкој. Италијанско говорно подручје се више оријентише према италијанској култури. Једино остаје ретормоанска култура која покушава да очува своју лингвистичку и културну традицију. Швајцарски представник на избору за Песму Евровизије 1989. била је песма романш језику.
Многе планинске области зими имају снажну, енергичну културу скијашких градова, док лети живе мирније, као рекреациони центри. У неким областима у сезони доминира туризам, док у пролеће и јесен има мање страних посетилаца, а више Швајцараца. Традиционална култура фармера и сточара такође преовлађује у многим областима и ова веза са земљом и пољопривредом је снажни „лепак“ који повезује све Швајцарце. Иако највећи број фарми сада не производи храну за себе, мале фарме су присутне свуда изван градова, а Швајцарци из градова често, поред гајења собног цвећа, одржавају баште или држе саксије са здравцима на прозорима.

### Наука, технологија и образовање
Образовање у Швајцарској је врло разнолико, јер устав Швајцарске гарантује кантонима да сами одређују школски систем. Постоје и јавне и приватне школе, међу којима се налазе и многе међународне приватне школе. Минимална старост за основну школу је шест година и тако је у сваком кантону. Обично деца могу да изаберу своје школе, који језик желеа науче (француски, немачки или италијански). Основна школа траје до четири или пет године, у зависности од изабране школе. На крају основне школе или на почетку средње школе ученици се селектују према својим способностима у неколико (обично три) класа. Најдаровитији ученици похађају напредне школе, да би припремили за даље студије или матуру, док остали ђаци добијају професионално образовање које је прилагођено њиховим способностима.
У Швајцарској постоји 12 универзитета, од којих се десет одржавају на кантоналном нивоу и обично нуде низ нетехничких предмета. Први универзитет у Швајцарској основан је 1460. године. у Базелу (са медицинским факултетом) и има дугу традицију хемијских и медицинских истраживања у Швајцарској. Највећи универзитет у Швајцарској је Универзитет у Цириху, са готово 25.000 студената. Два института универзитета која савезна влада Швајцарске спонзорише су: ЕТХ Цирих (основан 1855) и ЕПФЛ у Лозани (основан 1969). Обе школе уживају велико међународно признање.
Многе Нобелове награде отишле су у руке швајцарских научника, попут Алберта Ајнштајна у подручју физике. Владимир Прелог, Хајнрих Рорер, Рихард Ернст, Едмонд Фишер, Ролф Цинкернагел и Курт Витрих су добили Нобелове награде у природним наукама. Укупно 113 добитника Нобелове награде имају неке везе са Швајцарском. Такође 9 пута су међународне организације, који имају своје седиште у Швајцарској добиле Нобелову награду за мир Град Женева је седиште ЦЕРН-а, највећег светског центра за истраживање елементарних честица.

### Гастрономија
Швајцарска кухиња је обликована утицајем немачке, француске и италијанске кухиње, уз неке оригиналне швајцарске рецепте. Швајцарска је земља брдско-планинске пољопривреде и стога се традиционална храна заснива на кромпиру и сиру.
Врсте хране које се најчешће повезују са Швајцарском су чоколаде (види десно) и сиреви. Швајцарска је постојбина око 450 врста сирева Најпознатије врсте су ементалер, гријер, вахерин, тилситер и апенцелер. Сиреви су главни састојак националних јела фонди и раклет.
Други познати швајцарски рецепти су: решти (јело од запеченог или упрженог ренданог кромпира), мусли (мешавина жита, сушеног воћа и ораха), сервела (врста куваних кобасица), базелски хлеб и бисквити, шпански ветар (меринге) и др.
Швајцарска важи као постојбина апсинта.

### Спорт
Претежно планински предели земље су извршили пресудан утицај на избор омиљених спортова и рекреативних активности. Тако је крајем 19. и почетком 20. века, скијање било један од омиљених швајцарских спортова. Развојем туризма и изградњом скијашких центара однос Швајцараца према зимским спортовима се још више укоренио. Скијање, скијашко трчање и, у задње време, сноубординг су неки од омиљених швајцарских зимских спортова. Под утицајем планина су и летње слободне активности и спортови, као нпр. планинарење и пешачење.
Типичне швајцарске атлетске дисциплине су швинген (врста рвања на пиљевини) и хорнусен (спортска дисциплина слична крикету и бејзболу). Омиљени тимски спортови су фудбал, одбојка, рукомет и флорбал (хокеј у дворани). Популаран је и хокеј на леду, чија је Швајцарска прва лига једна од јачих у свету.
Махом због своје политичке и војне неутралности, многе међународне спортске организације имају седиште у Швајцарској. Између осталих то су: МОК, УЕФА, ФИФА и ФИБА. Заједно са Финском и Шведском, Швајцарска је основала и Међународну хокејашку федерацију.
Крајем 20. и почетком 21. века, швајцарски тенисери Роџер Федерер и Мартина Хингис су освајали бројне велике тениске турнире и постали једни од најбољих тенисера свих времена. Истовремено, Швајцарац Стефан Ламбијел један од најбољих светских клизача. Градић Санкт Мориц је два пута био домаћин Зимских олимпијских игара 1928. и 1948. Швајцарска је била домаћин Светског првенства у фудбалу 1954., а заједно са Аустријом била је и домаћин Европског првенства у фудбалу 2008.

## Слике Швајцарске
- Туристички градић Санкт Мориц
- Панорама кантона Швица
- Национални парк Швајцарске у близини Хура
- Матерхорн
- Катедрала Нотре-Дам де Валер у Сиону
- Тврђава Белинцона
- Женевско језеро
- Водопад Рајнфал, највећи водопад у Европи
- Мота Салацина
- Опера у Цириху
- Ледник Алеч
- Стари град Берна
- Кула са сатом у Цугу је градски симбол
- Тврђава Нешател
- Торањ и дрвени мост (Капелбрике) у Луцерну